# 17ª edizione dei Critics' Choice Awards
La 17ª edizione dei Critics' Choice Movie Awards si è tenuta il 12 gennaio 2012 presso l'Hollywood Palladium, premiando le migliori produzioni del 2011.
Il 18 giugno 2012 al Beverly Hills Hotel di Los Angeles si è invece tenuta la 2ª edizione dei Critics' Choice Television Awards.

## Critics' Choice Movie Awards

### Miglior film
- The Artist, regia di Michel Hazanavicius
- Paradiso amaro (The Descendants), regia di Alexander Payne
- Drive, regia di Nicolas Winding Refn
- Molto forte, incredibilmente vicino (Extremely Loud and Incredibly Close), regia di Stephen Daldry
- The Help, regia di Tate Taylor
- Hugo Cabret (Hugo), regia di Martin Scorsese
- Midnight in Paris, regia di Woody Allen
- L'arte di vincere (Moneyball), regia di Bennett Miller
- The Tree of Life, regia di Terrence Malick
- War Horse, regia di Steven Spielberg

### Miglior attore
- George Clooney – Paradiso amaro
- Brad Pitt – L'arte di vincere
- Jean Dujardin – The Artist
- Leonardo DiCaprio – J. Edgar
- Michael Fassbender – Shame
- Ryan Gosling – Drive

### Miglior attrice
- Viola Davis – The Help
- Charlize Theron – Young Adult
- Elizabeth Olsen – La fuga di Martha
- Meryl Streep – The Iron Lady
- Michelle Williams – Marilyn
- Tilda Swinton – ...e ora parliamo di Kevin

### Miglior attore non protagonista
- Christopher Plummer – Beginners
- Kenneth Branagh – Marilyn
- Albert Brooks – Drive
- Nick Nolte – Warrior
- Patton Oswalt – Young Adult
- Andy Serkis – L'alba del pianeta delle scimmie

### Miglior attrice non protagonista
- Octavia Spencer – The Help
- Bérénice Bejo – The Artist
- Jessica Chastain – The Help
- Melissa McCarthy – Le amiche della sposa
- Carey Mulligan – Shame
- Shailene Woodley – Paradiso amaro

### Miglior colonna sonora
- Ludovic Bource - The Artist
- Cliff Martinez - Drive
- Trent Reznor e Atticus Ross - Millennium - Uomini che odiano le donne (The Girl with the Dragon Tattoo)
- Howard Shore - Hugo Cabret (Hugo)
- John Williams - War Horse

### Miglior canzone
- Life's a Happy Song – I Muppet (The Muppets)
- Hello Hello – Gnomeo e Giulietta (Gnomeo and Juliet)
- The Living Proof – The Help
- Man or Muppet – I Muppet (The Muppets)
- Pictures in My Head – I Muppet (The Muppets)

## Critics' Choice Television Awards
La seconda edizione dei Critics' Choice Television Awards si è celebrata il 18 giugno 2012 al Beverly Hills Hotel di Los Angeles.
Le candidature erano state annunciate il 5 giugno 2012.
Segue una lista delle categorie con i rispettivi candidati. I vincitori sono evidenziati in grassetto in cima all'elenco di ciascuna categoria.
Community, con sei nomination, è stata la serie televisiva ad ottenere il maggior numero di candidature, seguita da Breaking Bad, Mad Men e Parks and Recreation con cinque nomination ciascuna.

### Miglior serie tv drammatica
Homeland - Caccia alla spia (Homeland)
- Breaking Bad - Reazioni collaterali (Breaking Bad)
- Downton Abbey
- The Good Wife
- Mad Men
- Il Trono di Spade (Game of Thrones)

### Miglior attore in una serie tv drammatica
Bryan Cranston – Breaking Bad - Reazioni collaterali (Breaking Bad)
- Kelsey Grammer – Boss
- Jon Hamm – Mad Men
- Charlie Hunnam – Sons of Anarchy
- Damian Lewis – Homeland - Caccia alla spia (Homeland)
- Timothy Olyphant – Justified

### Miglior attrice in una serie tv drammatica
Claire Danes – Homeland - Caccia alla spia (Homeland)
- Michelle Dockery – Downton Abbey
- Julianna Margulies – The Good Wife
- Elisabeth Moss – Mad Men
- Emmy Rossum – Shameless
- Katey Sagal – Sons of Anarchy

### Miglior attore non protagonista in una serie tv drammatica
Giancarlo Esposito – Breaking Bad - Reazioni collaterali (Breaking Bad)
- Peter Dinklage – Il Trono di Spade (Game of Thrones)
- Neal McDonough – Justified
- John Noble – Fringe
- Aaron Paul – Breaking Bad - Reazioni collaterali (Breaking Bad)
- John Slattery – Mad Men

### Miglior attrice non protagonista in una serie tv drammatica
Christina Hendricks – Mad Men
- Christine Baranski – The Good Wife

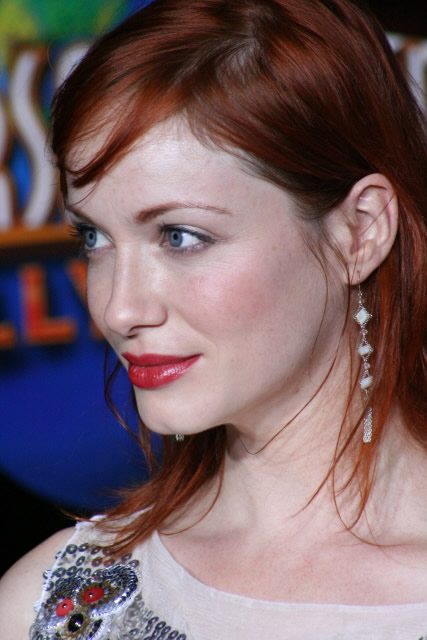
Christina Hendricks, miglior attrice non protagonista in una serie tv drammatica

- Anna Gunn – Breaking Bad - Reazioni collaterali (Breaking Bad)
- Regina King – Southland
- Kelly Macdonald – Boardwalk Empire - L'impero del crimine (Boardwalk Empire)
- Maggie Siff – Sons of Anarchy

### Miglior guest star in una serie tv drammatica
Lucy Liu – Southland
- Dylan Baker – Damages
- Jere Burns – Justified
- Loretta Devine – Grey's Anatomy
- Carrie Preston – The Good Wife
- Chloe Webb – Shameless

### Miglior serie tv commedia
Community
- The Big Bang Theory
- Girls
- Modern Family
- New Girl
- Parks and Recreation

### Miglior attore in una serie tv commedia
Louis C.K. – Louie
- Don Cheadle – House of Lies
- Larry David – Curb Your Enthusiasm

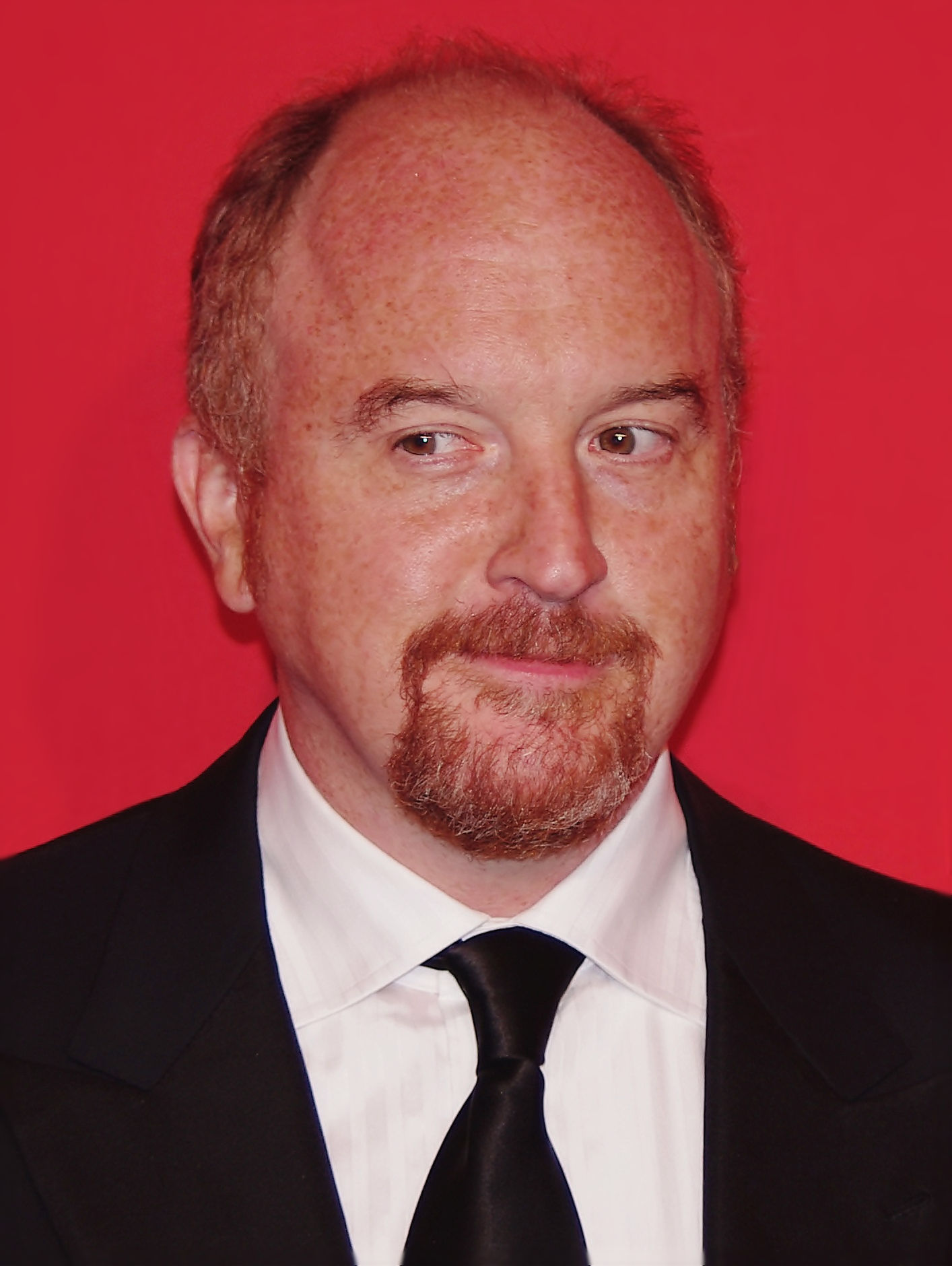
Louis C.K., miglior attore
in una serie tv commedia

- Garret Dillahunt – Aiutami Hope! (Raising Hope)
- Joel McHale – Community
- Jim Parsons – The Big Bang Theory

### Miglior attrice in una serie tv commedia
Zooey Deschanel – New Girl

Amy Poehler – Parks and Recreation
- Lena Dunham – Girls
- Julia Louis-Dreyfus – Veep - Vicepresidente incompetente (Veep)
- Martha Plimpton – Aiutami Hope! (Raising Hope)
- Ashley Rickards – Diario di una nerd superstar (Awkward)

### Miglior attore non protagonista in una serie tv commedia
Ty Burrell – Modern Family
- Max Greenfield – New Girl

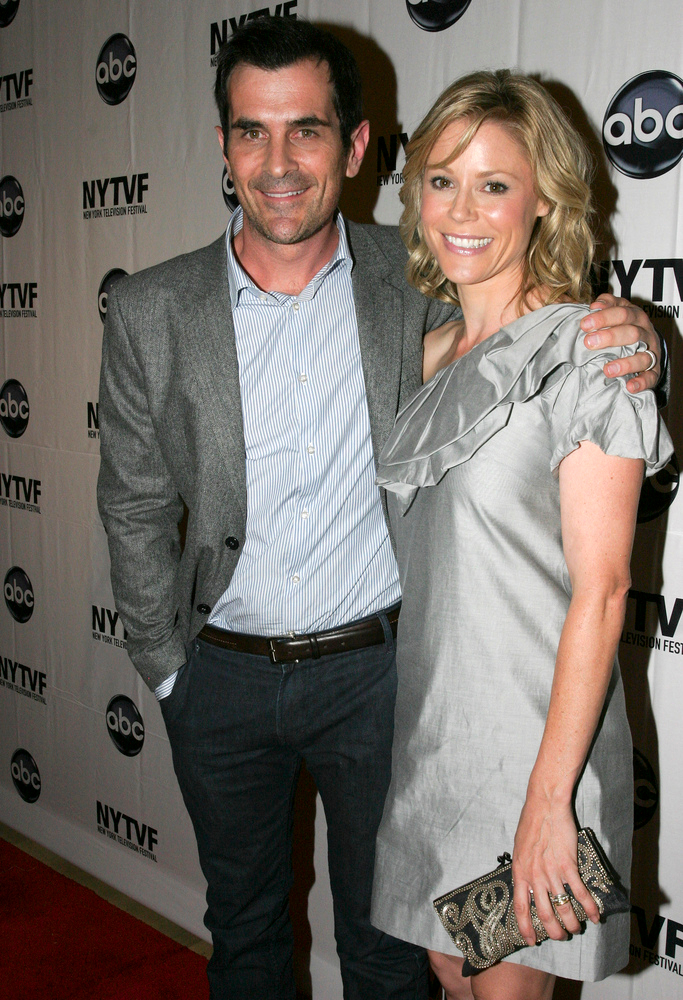
Ty Burrell e Julie Bowen,
miglior attore e miglior attrice non protagonista in una serie tv comedia

- Nick Offerman – Parks and Recreation
- Danny Pudi – Community
- Jim Rash – Community
- Damon Wayans Jr. – Happy Endings

### Miglior attrice non protagonista in una serie tv commedia
Julie Bowen – Modern Family
- Alison Brie – Community
- Cheryl Hines – Suburgatory
- Gillian Jacobs – Community
- Eden Sher – The Middle
- Casey Wilson – Happy Endings

### Miglior guest star in una serie tv commedia
Paul Rudd – Parks and Recreation
- Becky Ann Baker – Girls
- Bobby Cannavale – Modern Family
- Kathryn Hahn – Parks and Recreation
- Justin Long – New Girl
- Peter Scolari – Girls

### Miglior film o miniserie tv
Sherlock
- American Horror Story
- Game Change
- The Hour
- Luther
- Page Eight

### Miglior attore in un film o miniserie tv
Benedict Cumberbatch – Sherlock
- Kevin Costner – Hatfields & McCoys
- Idris Elba – Luther
- Woody Harrelson – Game Change
- Bill Nighy – Page Eight
- Dominic West – The Hour

### Miglior attrice in un film o miniserie tv
Julianne Moore – Game Change
- Gillian Anderson – Grandi speranze
- Patricia Clarkson – Five
- Jessica Lange – American Horror Story
- Lara Pulver – Sherlock
- Emily Watson – Appropriate Adult

### Miglior serie tv animata
Archer
- Adventure Time
- Bob's Burgers
- I Griffin
- Star Wars: The Clone Wars

### Miglior reality
Anthony Bourdain: No Reservations
- Affari di famiglia (Pawn Stars)
- Cucine da incubo USA (Kitchen Nightmares)
- Hoarders
- Sister Wives
- Undercover Boss

### Miglior talent show
The Voice
- The Amazing Race
- Chopped
- The Pitch
- Shark Tank
- So You Think You Can Dance

### Miglior presentatore di un reality o talent show
Tom Bergeron – Dancing with the Stars

Cat Deeley – So You Think You Can Dance
- Nick Cannon – America's Got Talent
- Phil Keoghan – The Amazing Race
- RuPaul – RuPaul's Drag Race

### Miglior talk show
Late Night with Jimmy Fallon
- Conan
- The Daily Show with Jon Stewart
- Jimmy Kimmel Live!
- The View

### Nuove serie tv più promettenti
The Following

The Mindy Project

Nashville

The Newsroom

Political Animals